# Marginea (Oituz), Bacău
Marginea este un sat în comuna Oituz din județul Bacău, Moldova, România.